# Der Großtyrann und das Gericht
Der Großtyrann und das Gericht ist der Titel eines 1935 veröffentlichten Romans von Werner Bergengruen, der in der Zeit des Nationalsozialismus und nach dem Zweiten Weltkrieg kontrovers rezipiert wurde.
Die Handlung spielt zur Zeit der Renaissance im fiktiven oberitalienischen Stadtstaat Cassano und handelt von einem autokratischen Herrscher, der mit Hilfe seines Sicherheitsdienstes die Bürger zu beherrschen versucht und sich vom Volk als „Herrlichkeit“ verehren lässt. Mit einem Experiment entlarvt er die Verführbarkeit und Korruption seiner Untertanen und, unfreiwillig, seine gottähnliche „Selbstüberhebung“ (III, 22) und gelobt Besserung.

## Inhalt

### Überblick
Der Roman beginnt mit einem Mordfall: Der Mönch Fra Agostino wurde nach einem Gespräch mit dem Großtyrannen über seine diplomatische Mission in Venedig im Garten des Kastells erdolcht aufgefunden. Der Herrscher beauftragt seinen Polizeichef Massimo Nespoli mit den Ermittlungen und gibt ihm dafür drei Tage Zeit. Da diesem die Lösung des Falls nicht gelingt, setzt der Tyrann ihm ständig neue Ultimaten und droht ihm mit Absetzung bzw. der Todesstrafe. Unter diesem Druck präsentiert Nespoli schließlich, wenig überzeugend, eine Selbstmörderin als Täterin, worauf ihm der Fall entzogen wird. Darauf will die mit dem Patrizier Confini verheiratete Vittoria ihren Geliebten Massimo retten und lenkt die Spur auf ihren gerade verstorbenen Mann. Damit löst sie in ihrer Familie eine Kette von Falschaussagen aus, da ihr Stiefsohn Diomede und ihre Schwägerin Mafalda die Ehre des Vaters und Bruders wiederherstellen wollen. Dadurch verbreiten sich unterschiedliche Gerüchte in der Stadt. Es kommt zu Verleumdungen und Alibi-Angeboten. Als die Lage eskaliert und der Regent die Manipulierbarkeit seiner Untertanen erkennt, stellt er die Protagonisten vor sein Gericht und klagt sie an. Er stößt allerdings nach seiner Enthüllung, selbst der Täter zu sein, auf Widerspruch und wird selbst der Verführung beschuldigt.
Wie in einem Kriminalroman wird die Vorgeschichte, und damit der Hintergrund der Tat, erst in der Gerichtsverhandlung im letzten Buch enthüllt. In diesem Zusammenhang gesteht der Großtyrann, seinen Gesandten Agostino wegen des Verrats „heimlicher Staatsdinge“ selbst erstochen zu haben (V, 5). Darauf sei sein Plan entstanden, als „Abbild des Herzensforschers und Weltenrichters“ (Buch V, Kap. 4) die Gesinnung seiner Untertanen zu prüfen. Zuerst habe sich sein Experiment auf seinen Polizeichef Nespoli bezogen und dann auf die Moral der Bürger.
Der Roman ist, benannt jeweils nach einer Hauptfigur, in fünf Bücher eingeteilt: Nespoli, Vittoria, Diomede, Der Färber, Der Großtyrann und das Gericht.

### Das Herrschaftssystem
Der Großtyrann ist ein mit Machtinstinkt ausgestatteter gesellschaftlicher Aufsteiger aus einfachen Verhältnissen. Nach einer Karriere beim Militär hat er vor anderthalb Jahrzehnten im oberitalienischen Stadtstaat Cassano, offenbar durch einen Militärputsch (II, 11), die bis dahin herrschenden Patrizier entmachtet, sich aber mit ihnen arrangiert und sie in ihrer gesellschaftlichen und wirtschaftlichen Position belassen, und regiert seitdem mit absoluter Macht. Er ist nicht verheiratet, hat keine Kinder und liebt die „vollkommene Einsamkeit“ (II, 11). Seine Untertanen betrachtet er ohne Emotionen, mit übermenschlich ruhiger Distanz wie ein Ameisenvolk (II, 13). Sein Sicherheitsdienst sammelt alle Informationen und überwacht damit die Bewohner der „gläsern[en]“ Stadt (I, 3). Aber der Herrscher verlässt sich nicht allein auf ihn, sondern kontrolliert selbst bei seinen geheimen Gängen die Bevölkerung. Unangekündigt tritt er in den Dienststellen und Kanzleien auf, überprüft persönlich Akten und Bauarbeiten. In der Führung des Staates sieht er seine Lebensaufgabe: „Ein schönes Land […] Und ein brauchbares Volk! Ich hoffe, für beide noch manches tun zu könne, bevor ich sterbe“ (I, 17). Auf diese Omnipräsenz und seinen ruhiges souveränes, aber konsequentes Auftreten reagieren die Bewohner mit Angst dem Polizeichef und mit Respekt dem Regenten gegenüber: „[E]r wurde vom einfachen Volk geliebt wie fast jeder Gewaltherrscher, indem nämlich die geringen Leute nicht die Frage stellen, ob er ihrem Lose eine Besserung gebracht habe, sondern sich freudig daran genügen lassen, dass jemand da ist, welcher den Herrenstand [die Patrizier] bedrückt“ (I, 17).
Im dritten Buch (III, 22) erklärt der Tyrann dem Jurastudenten Diomede Confini sein über den verschiedenen Parteiinteressen stehendes Herrschaftssystem, das das große Ganze im Auge habe, am Beispiel eines von ihm vorangetriebenen Brückenbaus. Dieser sei schon lange vor seiner Regierungszeit geplant gewesen, aber durch Meinungsverschiedenheiten über Ausführung und Finanzierung zwischen den Adelsfamilien, Zünften und dem häufigen Wechsel an der Spitze des Staates nicht realisiert worden (III, 21). In einer Zentralgewalt sieht er mehr Vorteile als in einer Parteienherrschaft mit immer wieder wechselnden Mehrheitsverhältnissen. Auf Diomedes Einwand hin, es gehe um die Umsetzung des Volkswillens, unterscheidet er zwischen einem offenen und einem verborgenen Volkswillen, den ein über den Parteien stehender Regent deutlicher erkennen könne als die Beherrschten. Mit dem geheimen Willen meint er das Allgemeininteresse. Zwar wolle das Pferd „grasen und in Freiheit springen“, aber nach dem ihm selbst verborgenen Willen wolle es auch „in Zucht genommen und in Herrlichkeit geritten werden“. Er ist von seiner Eignung als Herrscher überzeugt: Für ihn gebe es nichts „Herrlicheres und Manneswürdigeres auf dieser Erde als die Macht.“ Diese Führungsposition werde er nicht freiwillig abgeben und, da er keine Söhne habe, seinem Neffen vererben. Die Zukunft der neuen Dynastie sei offen, denn im Lauf der Geschichte gebe es immer wieder Machtwechsel. Sein Herrschaftssystem stütze sich zwar auf den von ihm erkannten und ausgeführten Willen des Volkes, habe jedoch die Gesamtheit der Parteien gegen sich und müsse sich ständig bewähren (III, 22). Der Tyrann gesteht Diomede auf dessen Einwand zu, dass sich ein Herrscher bei einzelnen Entscheidungen auch irren könne, aber dies liege an der göttlichen Ordnung der Welt, an der „widersprüchlichen Unwidersprüchlichkeit Gottes“: Wie solle gleichzeitig der Wolf satt und das Schaf heil bleiben? Auch ein gerechter Kaiser, der in einem „hohen und majestätischen Zentrum als ein Gewissen des Erdreises“ throne, brauche zur „Vollstreckung seines gerechten Willens“ Diener, die in „Härten und Ungerechtigkeiten sich verstricken lassen“, wenn sie an „Orten der Peripherie“ mit „allen Unvollkommenheiten und Erniedrigungen der Erde“ zu schaffen haben. „Und dennoch vollbringen sie seinen Wille, dem Kerne nach, und des Kaisers gerechter Wille, in welchem kein Widerspruch ist, wird geheimnisvoll im allem Geschehen zugegen sein.“
Diomede schaudert es bei dem Gedanken, dass der Tyrann „ein Stück von Gott selbst“ in sich fühlt. Denn „hinter aller zweiflerischen Klugheit dieses Mannes, von ihr umschirmt, aber von ihr nicht angefochten“, erblickt er „ein Stück ungemessener, ja, fast wahnwitzig erscheinender Selbstüberhebung verborgen“ (III, 22).

### Der Großtyrann und sein Polizeichef Nespoli
Der Großtyrann ruft Nespoli, den Vorsteher der Sicherheitsbehörde des Stadtstaates, an den Tatort und gibt ihm zur Aufklärung des Falles drei Tage Zeit. Über den Stand der Ermittlungen will er täglich unterrichtet werden. Nespoli ist schon über ein Jahrzehnt in seinem Dienst und überwacht die Bevölkerung konsequent, so dass die Menschen vor ihm und seinen Leuten Angst haben. Er ist für seinen Jagdeifer und die schnelle Aufklärung von Verbrechen und Anschlagsplänen gegen den Herrscher innerhalb von drei Tagen berühmt und auf dieses Markenzeichen stolz, was der Tyrann für eine gefährliche Versuchung des Teufels hält (I, 6). Auch im Fall Agostino bestätigt sich im letzten Buch sein Instinkt, dass das Motiv mit der diplomatischen Mission im Zusammenhang stehe und ins Zentrum der Regierung führe (I, 3), doch ist es ihm zu gefährlich, den Verdacht ohne Beweise auszusprechen. Stattdessen weist er seine mit Hundenamen bezeichneten fünf Polizisten an, noch intensiver als bisher allen Spuren nachzugehen, das Dienstpersonal, die Wachen und dann Bewohner der Stadt nach Beobachtungen und den privaten Beziehungen des einsam lebenden Mönchs zu befragen, doch ohne Erfolg.
Nach seinen mageren Rapporten gibt der Tyrann Nespoli zu verstehen, dass er einer Erfolgshybris bzw. Privatisierung seines Polizeichefs misstraut und seine vollkommene Unterordnung in den Dienst für ihn erwartet. Offenbar ist ihm die Liebesaffäre des Witwers Nespoli mit Vittoria, der jungen Frau des Patriziers Confini bekannt. Er ermahnt ihn, auch seine polizeiliche Jagdleidenschaft dürfe kein persönliches narzisstisches Motiv haben. In symbolischer Anspielung droht er ihm seinen für seinen Diensteifer stehenden Kopf vom Körper der Leidenschaft zu trennen, d. h. ihn zu enthaupten (I, 9).
Kurz vor Ablauf der Frist wird Nespoli wieder zum Herrscher gerufen (I, 17). Da er keine neuen Erkenntnisse hat, versucht er einen diplomatischen Hintergrund für die Tat ins Spiel zu bringen und ersucht um die Genehmigung einer Reise nach Venedig. Dort will er über eine Verhinderung der diplomatischen Mission Agostinos nachzuforschen. Der Tyrann spottet über diesen Verdacht und lehnt das Gesuch mit dem Hinweis auf die Abwegigkeit dieser Vermutung und die Möglichkeit der Flucht seines Polizeichefs ab. Er drückt ihm somit sein Misstrauen aus und demütigt ihn weiterhin mit der Chance einer Fristverlängerung für die Aufklärung, die allerdings von ihm immer wieder neu erbeten werden müsse. In einer Mischung aus Ent- und Ermutigung droht er versteckt mit Nespolis Ersetzung durch einen jungen Nachfolger, schlägt dann immer wieder versöhnliche Töne an und gibt ihm in Erinnerung an seine früheren Erfolge noch Chancen, sich durch Anstrengung erneut zu bewähren.
So unter Druck gesetzt, präsentiert der Polizeichef schließlich seine ihn selbst nicht überzeugende Notlösung: die durch Selbstmord im Fluss ums Leben gekommene, schwachsinnige Wäscherin Bice. Er errechnete bei dem im vierten Monat schwangeren Mädchen als Zeugungstermin die Zeit, in der sich der Ermordete in der Stadt aufhielt und bestach ihre Tante zur Bestätigung ihrer in der Bevölkerung kolportierten Aussage, der Vater ihres Kindes sei ein Geistlicher (I, 12). Daraus konstruiert er vor dem Herrscher den Mord einer Unzurechnungsfähigen aus Rache. Doch der Tyrann stoppt seinen Vortrag mit ironischen Bemerkungen und widerlegt die Vermutungen mit einem angeblichen Alibi des Mädchens: Einer seiner Kuriere sei ihr zur Tatzeit an einer vom Kastell weit entfernten Stelle in der Stadt begegnet. Eine Befragung des Zeugen durch Nespoli lehnt er allerdings als überflüssig ab und analysiert die Methode Nespolis als „Doppelheit der Gedanken“: Einmal die der „unanfechtbaren Erkenntnisse[-] seiner Urteilskraft“ und zweitens die „zum Lebenkönnen“, d. h. die der Überlebensstrategie. Diese „Unwahrheit oder Lüge“ sei bei ihm aber nicht in einer „Schlechtigkeit des Gemüts“ begründet, sondern in der „Versuchung eines […] Selbstbetruges“, der er erlegen sei. Er warnt Nespoli davor und ermahnt ihn „zum Wiedergewinn [s]einer Klarheit“. Nespolis Kritik an seiner drei Tage Regelung weist er zurück: es stehe ihm nicht zu, von ihm getroffene Anordnungen zu beurteilen. Er gibt ihm für die Zukunft den Rat: „Ob du das Richtige tust oder nicht – handle“ (I, 17).
Nespoli fühlt sich durch die Terminsetzung gedemütigt und erzählt dies seiner Geliebten Vittoria, aber er macht sich Gedanken, ob der Rat der Herrschers auch den Gebrauch von „zweifelhafte[n] Hilfsmittel[n]“ gutheißt (I, 18). Er setzt seine Nachforschung ohne Erfolg fort und resigniert. Nach der Rückkehr des Regenten von einem Jagdurlaub kommt es zwischen beiden zur Konfrontation (II, 11, 12 und 13). Auf die neuen Vorhaltungen und den Vorwurf eines Täuschungsversuchs im Falle der Wäscherin reagiert er zornig, der Tyrann könne seinen Kopf haben. Der Herrscher bleibt ruhig und souverän und fragt ihn, warum er ihn hasse. Nespoli antwortet, seine Herrlichkeit habe nur ein Anrecht auf Rechenschaft über seine Dienste, aber nicht über seine Gefühle, und gibt ihm die Frage zurück. Der Tyrann fragt ihn verwundert: „[W]er hass[e] denn seine eigenen Hilfsmittel, die ihm doch dienlich sind zu dem, das er nach dem Willen der Vorsehung erreichen soll?“ (II, 11). Einem Uhrwerk trage er nichts nach. „Höchstens lasse [er] den Uhrmacher kommen und es wieder richten. Und geh[e] das nicht mehr an, so werfe [er] das Uhrwerk auf den Rumpelhaufen und beschaffe ein neues an seiner statt“ (II, 13). Solche Rollenbeschreibungen verbittern Nespoli: Eine großmütige neue Terminsetzung ändere an seiner Situation nichts, denn die Aufklärung sei von Zufällen abhängig und er wolle nicht sein Schicksal von Zufällen abhängig machen und werde nicht an „diesem Spiel um Zufälligkeiten“ teilnehmen (II, 12). Nach dem Tod Confinis entzieht der Großtyrann Nespoli den Fall und übernimmt selbst die Untersuchungen. Der Polizeichef resigniert und führt nur noch seine routinemäßigen Überprüfungen aus, denn Besuche bei Vittoria könnten ihn persönlich in den Fall hineinziehen und für ihn gefährlich werden.

### Vittoria
In der durch starken und Wind und Gewitter gereizten Atmosphäre in der Stadt finden Gerüchte um den unaufgeklärten Mord, die baldige Absetzung des Polizeichefs und märchenhafte Belohnungen für Hinweise auf den Täter reiche Nahrung (II, 1.) Vittoria Confini sucht, nachdem sich ihr verzweifelter Geliebter ihr anvertraut hat, nach einer Lösung zur Rettung Massimos. Der Konflikt zwischen ehelicher Pflicht und Liebe verwirrt sie und sie ist sich unsicher, ob sie mehr für die Rettung ihres todkranken alten Mannes Pandolfo oder die Rettung Massimos beten soll. Bei der Nachtwache am Krankenbett des Sterbenden gehen ihr viele Gedanken durch den Kopf: Die Verpflichtung als, wenn auch treulose, Ehefrau, die Möglichkeit einer Verbindung mit dem Geliebten nach dem Tod ihres Mannes. Als Pandolfo mehrmals den Satz „Ich habe keine Lust mehr“ wiederholt, ist sie so verwirrt, dass sie sich nicht mehr an die Dosierung der zahlreichen Medikamente erinnern kann, die ihr von ihrer Schwägerin Mafalda genannt wurde, und sie verabreicht ihrem Mann einen zufällig zusammengestellten Trank und lässt somit, wie sie meint, das Schicksal entscheiden. Am nächsten Morgen hat sich der Zustand des Patienten nach einem Krampfanfall verschlechtert und der Priester Don Luca nimmt die Krankensalbung vor. Danach verlangt Confini sein Schreibzeug und schickt alle aus dem Zimmer. Kurz darauf stirbt er (II, 9). Diese Situation nutzt Vittoria, ihren Geliebten vor einer Bestrafung durch den Tyrannen zu retten: Sie beauftragt einen Rettichkopf genannten zwielichtigen Schreiber und Volksadvokaten, ein Geständnis ihres Mannes, Agostini getötet zu haben, in Nachahmung der Schrift Pandolfos zu verfassen. Am nächsten Morgen findet das Dienstmädchen Agata beim Reinigen des Bettes das Schreiben, übergibt es Nespolis Gehilfen, der damit auf dem Weg zu seinem Herrn dem Tyrannen in die Arme läuft. Dieser übernimmt jetzt die Urteilsfindung selbst. Als erstes lässt er von dem wegen seiner Schriftkundigkeit bekannten Rettichkopf den hinterlassenen Brief mit anderen Dokumenten Confinis vergleichen (III, 3). Damit wird Vittoria von Rettichkopf abhängig und sie verstrickt sich zunehmend in ihren Handlungsfäden. Der Fälscher konfrontiert sie mit ihrer Zwangssituation: Bestätigt er die Echtheit des Schreibens, wird Pandolfo nachträglich als Mörder hingerichtet, sein Vermögen fällt an den Staat und sie und ihr Stiefsohn Diomede verlieren ihr Erbe. Offenbart er die Fälschung, wird der Hintergrund untersucht und Vittoria gerät in Verdacht. Rettichkopf rät ihr, ihren Geliebten Nespoli zu opfern, der sowieso nicht zu retten sei, und den Verdacht auf ihn zu lenken. Als Belohnung für seine Verschwiegenheit erwartet er einen Anteil an ihrem Vermögen oder die Ehe mit der reichen Witwe (III, 6 und 7).
In ihrer Not versucht Vittoria durch ein Gespräch mit dem Großtyrannen, eine Zusage für die Sicherung ihres Vermögens zu erreichen, ohne Nespoli zu belasten (III, 8). Doch dieser deutet an, dass er Confini für unschuldig hält. Das Gespräch abschließend verweist er auf die Rechtslage und den offenen Verlauf der Ermittlungen und behält sich seinen Urteilsspruch vor. Vittoria hat durch die sich zunehmend komplizierende Situation keine Hoffnung mehr auf eine gemeinsame Zukunft mit Massimo und nur noch Interesse an dem Erhalt ihres Besitzes. Vor Gericht tritt sie sehr beherrscht auf und macht nur Aussagen über den bereits bekannten Tatbestand.

### Diomede
Inzwischen ist der Jurastudent Diomede, Pandolfos Sohn aus erster Ehe, aus Bologna eingetroffen und beklagt sich beim Regenten über die verleumderischen Anschuldigungen gegen seinen Vater. Dieser verspricht, den Fall selbst aufzuklären, weist ihn jedoch auch auf die Folgen eines Schuldspruchs für die Familie hin. Im Haus Confini ist man über den drohenden Verlust der Besitzungen aufgeregt. Diomede verspricht, die Sache zu regeln. Erstens rettet er einen Teil der Güter durch zurückdatierte Kaufverträge, Schuldverschreibungen und andere Transaktionen (III, 10). Zweitens besticht er eine Prostituierte, Perlhühnchen genannt, seinem Vater für die Tatnacht ein Alibi zu geben, und löst damit neue Verwirrungen aus: Seine um den Ruf ihres Bruders besorgte Tante Mafalda unterläuft seinen Plan durch eine Gegenaktion und verspricht der Prostituierten eine Heirat mit einem ihrer Bauern, wenn sie ihre Aussage zurücknimmt (III, 14). Perlhühnchens Schwester Teresa kommt auf die Idee, Tante und Neffen gegeneinander auszuspielen und mit beiden nachzuverhandeln. Diomede geht darauf ein und erhöht sein Angebot. Perlhühnchen relativiert daraufhin vor Gericht ihre Aussage, verwickelt sich aber in Widersprüche über den Termin von Confinis Besuch bei ihr. Außerdem bezahlt Mafalda Nardo, den Neffen ihres Gärtners, für seine Aussage, die ganze fragliche Nacht bei der Prostituierten verbracht zu haben.
Die unübersichtliche Beweislage mit widersprüchlichen Aussagen und die wieder offene Frage nach Agostinos Mörder lassen die Gerüchte in Stadt erneut aufleben. Die Belohnung für Hinweise auf den Täter führt zu persönlich motivierten Anzeigen und Misstrauen in der Bevölkerung. Andererseits bieten Menschen gegen Geld an, ein Alibi zu bezeugen.
Diomedes Beziehung zum Großtyrannen ist durch das Verfahren gegen seinen Vater und seine Rettungsversuche ambivalent. Im Grunde bewundert er den Herrscher und dieser schätzt die Gespräche mit dem Jurastudenten. Bei seinen verschiedenen Besuchen beim Regenten und seinen Bemühungen, diesen von der Unschuld seines Vaters zu überzeugen, kommen sie auch auf Prinzipien der Gerechtigkeit der Herrschaftssysteme zu sprechen. Einmal geht es um die Frage, ob das Gesetz auch dann Gültigkeit hat, wenn ein großer Schaden entstehen würde (fiat iustitia et pereat mundus). Der Großtyrann widerspricht Diomede, der diese Dogmatik vertritt, und argumentiert, der oberste Richter müsse auch an „die Wohlfahrt des Staatswesens“ denken (III, 12). Diomede wird sich des Widerspruchs zwischen seiner Gesetzestheorie und seinem illegalen Handeln bewusst und sein schlechtes Gewissen verstärkt sich noch nach seiner Begegnung mit Sperone (III, 20).

### Sperone
Der Färber Sperone wird wegen seines an Jesus orientierten religiösen Lebens und wegen seiner Visionen von seinen Anhängern als Erleuchteter verehrt. Zur Beruhigung der Atmosphäre ruft er zum Frieden auf und warnt davor, „rachsüchtig auf eine Missetat mit einer Missetat [zu] antworten“ (III, 20). Als jedoch die Situation eskaliert, gesteht er den Mord. Dem Tyrann gegenüber beklagt er die „Verruchtheit“ seiner Stadt: „Da ist Versuchung, Verdacht und Verrat, Lüge und Meineid gehen um zwischen Brüdern und Ehegatten. Gewalttaten werden geübt, Leiber verderben und Seelen verderben“. Der Herrscher reagiert betroffen auf seine Erklärung, was in Cassano geschehe, das sei „nicht mehr das Gewissen desjenigen, der sich als Urheber der Begebenheiten zu fühlen ha[be], ertragen könnte.“ Mit seinem Leben wolle er „die beleidigte Gerechtigkeit“ versöhnen (IV, 7).

### Gericht
Nach Sperones fragwürdigem Geständnis lädt der Großtyrann die Protagonisten vor sein Gericht und erklärt ihnen das Experiment, das nach seiner Tötung Fra Agostonis wegen Geheimnisverrats begann. Er habe der Verlockung nicht widerstehen können, „die Handlungen der Menschen, da [er] ja den Wurzelgrund dieser Handlungen kannte, so klar vor [sich] zu sehen, wie sie vor dem Auge Gottes liegen“ (V, 6). Vor allem die Gesinnung und Gewissenstärke seiner Diener und Untertanen habe ihn interessiert. Das Ergebnis sei die für ihn unerwartete Erkenntnis, „dass der Mensch nur in Versuchung geführt zu werden braucht, um in Schuld zu fallen“ (V, 4). Der Reihe nach beschuldigt er nun die in den Fall involvierten Personen. Widerspruch bekommt er von Diomede und Don Luca:
- Ursprünglich sollte sich die Gewissensprüfung allein auf Nespoli beziehen. Den Tyrannen ärgerte die „Selbstgewissheit“ seines bisher sehr erfolgreichen Ermittlers. Er wollte seine Objektivität und Aufrichtigkeit erkunden. Jetzt wirft er ihm „knechtische[-] Furcht“ vor ihm vor, denn er habe es nicht gewagt, seinen geheimen Verdacht gegen ihn, den Herrscher, offen zur Sprache zu bringen, sondern ihm ein schwachsinniges Mädchen als Täterin präsentiert (V, 5). Damit habe er eine Reihe von Beschuldigungen mit gefälschten Beweisen und bestochenen Zeugen ausgelöst.
- Vittoria, Diomede, Mafalda und den Rettichkopf ordnet der Tyrann in diese Reihe der Verführten ein. Aber er lässt alle von ihnen vorlegten gefälschten Dokumente vernichten und hört sie nicht an. Diomede und Vittoria sind beschämt über die Initiative des Färbers und bekennen sich im Zwiegespräch zu ihrer Schuld.
- Auch den Färber, der „aus Liebe hat sterben wollen auch für [ihn], verschont der Tyrann nicht“: Er habe die Gelegenheit genutzt, „einen einmaligen heldenhaften Aufschwung zu wählen, dem die Ruhe in Gott folgen sollte, statt eines ständigen Aufschwungs, der schwer, streng und immer gegenwärtig ist“ (V, 4).
- Diomede ist von der Rede des von ihm bewunderten Tyrannen enttäuscht. „Vor Schmerz und Zorn“ wirft er ihm vor, „ein Spiel aus allem gemacht“ zu haben: „Du hast aus einer kalten Lust die Ehre und den Namen meines Vaters beschmutzen lassen. Und mit welchem Übermaß an Verschlagenheit und Verstellung hast du es getan […] Wehe jenem, von welchem das Ärgernis seinen Ausgang nimmt. […] Du hast das Bild zerstört, das ich von dir gehabt habe“ (V, 5). Der Herrscher weist Diomede auf seine eigenen Widersprüche hin, wenn er trotz seiner Bestechungen immer wieder als „Anwalt aller Gerechtigkeit“ spreche.
- Don Luca, dem der Tyrann vergeblich mit der Folter gedroht hatte, wenn er ihm Confinis Beichte nicht verrät (III; 4), wirft er nun vor, wegen eines „Luftgespinst[es] und um ein Nichts“ in einen inneren Widerstreit geraten zu sein. Diesen berührt diese Kritik nicht, denn er sieht sich im Einklang mit dem göttlichen Gebot (V, 4). Nach der Bekanntgabe des Täters kritisiert Don Luca zusammen mit Diomede den Tyrannen: Er selbst sei wie alle der Versuchung erlegen, und zwar der ärgsten, „[d]er des Gottähnlichseinwollens. Der Versuchung der Schlange im Paradies. […] Du aber als der einzige hast gesündigt, indem du dich über das Menschliche zu erheben trachtetest und Gott gleich sein wolltest“ (V, 6).

Am Ende der Verhandlung ruft der Tyrann nach der Erkenntnis ihrer Fehler zur gegenseitigen Vergebung auf, „jeder nach seinem Gewissen […] Und dann werden wir trachten, unser Leben weiterhin zu ertragen, ein jeder nach seiner Weise. Denn dies wird ja von uns gefordert“ (V, 8). Damit schließt sich der Bogen zur Präambel über die „Versuchungen der Mächtigen und der Leichtverführbarkeit der Unmächtigen“ und „des Menschen Unvollkommenheit“.
Diesem Appell schließen sich die meisten Protagonisten an: Nespoli behält sein Amt und der Tyrann bietet ihm eine vertrauensvolle Zusammenarbeit an (V, 8). Diomede soll nach Abschluss seines Studiums als „Gewissen [s]einer Gerechtigkeit“ Berater des Herrschers werden (V, 8). Vittoria und Nespoli schließen sich dem Rat des Tyrannen an, Schuld und Vergebung gemeinsam zu tragen (V, 7). Sperone dagegen lehnt das Angebot des Regenten ab, eine theologische Ausbildung zu machen und sein Beichtvater zu werden, und verlässt die Stadt (V, 8).

## Rezeption
Der Großtyrann und das Gericht ist mit einer Auflage von weit über einer Million Exemplaren, Übersetzungen in 15 Sprachen, Dramatisierung und Verfilmung das erfolgreichste Werk des Schriftstellers und wurde in der Zeit des Nationalsozialismus und nach dem Zweiten Weltkrieg kontrovers rezipiert.
Bergengruen begann mit der Arbeit am Großtyrann 1926, als man ihn dem Umfeld der sogenannten „Konservativen Revolution“ zurechnete. Nach der Veröffentlichung 1935, zwei Jahre nach dem Beginn der nationalsozialistischen Herrschaft wurde der Roman vor dem Hintergrund der neu installierten Regierung sehr unterschiedlich gelesen und interpretiert: „ein Renaissance-Führer-Roman, eine in die Vergangenheit verlegte Hitlerkritik, ein Schlüsselroman gegen die Diktatur“ oder ein Werk der inneren Emigration:
- Der Völkische Beobachter hat das Buch anfangs als „großen Führerroman“ gelobt.[5][6]
- Riegel und van Rinsum erklären dies als Fehleinschätzung und als Beweis dafür, „wie eine verdeckte Schreibweise ihre Adressaten“ verfehlt. Vielmehr sei der Roman „eines der wenigen Beispiele oppositioneller Literatur im Dritten Reich.“[7] Bereits im Erscheinungsjahr des Romans 1935 – ein Jahr nach dem sog. „Röhmputsch“ – sei in der Figur des Großtyrannen ein Bild Hitlers vermutet worden.
- In der Sekundärliteratur wird auf gewisse Parallelen hingewiesen: Der Roman enthält Charakterisierungen und Handlungen, die als Anspielungen auf die Realität des Dritten Reichs betrachtet werden können: Die Bauleidenschaft des als „Herrlichkeit“ angesprochenen Diktators, seine Sicherheitsbehörde, die als „Orden“ bezeichnet wird, und das von ihm hervorgerufene Klima der Angst und Denunziation. Der Großtyrann nennt sich selbst ein „Werkzeug der Vorsehung“ und ist bemüht, eine „Bruderschaft“ junger Idealisten um sich zu sammeln (II, 16), Aufsteiger, wie der Alleinherrscher, aus einer unteren sozialen Schicht, welche die alten Patriziergeschlechter des Stadtstaates ablösen sollen. Ämter werden jetzt nach Leistung und nicht nach der Geburt besetzt: „Mir liegt an Männern, nicht an ihren Vätern“. Dafür wird der Großtyrann vom einfachen Volk geliebt (I, 17).

- Nach Denk wurde der Roman bereits während der NS-Zeit von Kritikern als versteckte Abrechnung mit dem Nationalsozialismus gelesen. Alle Wesen hätten neben ihrem bekannten noch einen anderen ihnen oft selbst verborgenen Willen. So wolle z. B. das Pferd seine Freiheit, verlange aber auch danach, „in Herrlichkeit geritten zu werden“. Er, der Großtyrann, sei „der verborgene Wille des Volkes“.[8]

Ein Beleg für Denks Meinung ist der Ausschluss Bergengruens (u. a. mit Hinweis auf den Roman Großtyrann) 1937 aus der Reichsschrifttumskammer mit folgender Begründung: „da Sie nicht geeignet sind, durch schriftstellerische Veröffentlichungen am Aufbau der deutschen Kultur mitzuarbeiten.“ In einem Gutachten des Gaupersonalamtes München/Hauptstelle für politische Beurteilungen hieß es: „Weder er noch seine Kinder sind Mitglied einer Parteigliederung. Der deutsche Gruß ‚Heil Hitler‘ wird weder von ihm noch von seiner Familie angewendet. Eine NS-Presse bezieht er soweit bekannt ebenfalls nicht. Bemerkt sei noch, dass B. konfessionell stark gebunden ist.“ Trotzdem erhielt Bergengruen eine „Dauersondergenehmigung“ zum Publizieren.
- Seit dem Ende des Zweiten Weltkrieges wird die Diskussion über die Einordnung des Werkes öffentlich ausgetragen: Bänziger kann keine eindeutige Hitlerkritik erkennen, denn der oberitalienische Herrscher zeichne sich auch durch „Großmut, Stolz, Ritterlichkeit“ und „Redlichkeit“ aus. Zudem sei „die Welt in und um Cassano gut und heil, nicht krank.“[11]
- Andere Rezipienten stellen den Begriff der inneren Emigration in Frage und werten die innere Opposition bei gleichzeitiger Publikation als Ausdruck „faschistoiden Mitläufertums“.[12]

- In ähnlicher Einschätzung ist der Roman für viele Interpreten kein Widerstandsbuch, denn der Tyrann selbst stelle am Ende die von ihm gestörte Ordnung wieder her. Schuldig werde er nur „als Mensch in seiner Unvollkommenheit.“[13] Als Entlastung diene die im Vorwort des Autors genannte Erklärung, dass die göttliche Ordnung auf Erden niemals verwirklicht werden könne und das menschliche Handeln immer unzulänglich und schuldhaft sei: „Es ist in diesem Buche zu berichten von den Versuchungen der Mächtigen und von der Leichtverführbarkeit der Unmächtigen und Bedrohten… es soll davon auf eine solche Art berichtet werden, dass unser Glaube an die menschliche Vollkommenheit eine Einbuße erfahre. Vielleicht, dass an seine Stelle ein Glaube an des Menschen Unvollkommenheit tritt; denn in nichts anderem kann ja unsere Vollkommenheit bestehen als in eben diesem Glauben.“[14] Die geforderte Ethik besteht v. a. in der Unterordnung des Herrschers unter ein göttliches Recht. Am Ende erkennt der Großtyrann dies und zeigt sich als fehlbar und belehrbar.

- Die Befürworter einer Einordnung des „Großtyrannen“ als kritisches Werk in einem grundlegenden religiösen bzw. humanistisch-ethischen Sinn verweisen sowohl auf die Manipulation des Tyrannen und die Kontrolle der Bevölkerung durch seinen Geheimdienst als auch auf die Mechanismen der Versuchung, wodurch die „Opfer“ sich immer tiefer in Schuld verstricken. Nach von Wiese hat die in diesem Buch gestellte „Frage nach dem Verhältnis von Macht und Gerechtigkeit, von Verführbarkeit, Schuld und Gewissen […] nichts von ihrer Aktualität verloren.“[15]

Kritisiert wird in KLL der Stil des Romans, der „eine gewisse epigonale Starre und gesuchte Originalität“ verrate, doch wegen „seiner packenden Thematik“, des „straffe[n], zugespitzte[n] Verlauf[s] der Handlung“ sei er eines der meistgelesenen Bücher Bergengruens: novellenhafte „Konzentration auf eine einzige ‚unerhörte Begebenheit und übersichtlicher, bühnenhafter Wechsel der Schauplätze kennzeichnen eine durchdachte, überaus spannungsgeladene Komposition“. Dementsprechend war das Buch als historisch-politischer Kriminalroman jahrzehntelang ein großer Publikumserfolg.

## Zitate
- „Macht aber will mit Einsamkeit bezahlt sein.“[18]
- „Jeder Ruhm ist gefährlich.“[19]

## Adaptionen
Theater
- Bearbeitung und Regie von Günther Fleckenstein. Uraufführung am 25. Januar 1963 in Baden-Baden.

Film
- Fernsehfilm 1966 (1 Std. 40 Min.). Regie: Günther Fleckenstein. Rollenbesetzung: Thomas Holzmann (Großtyrann), Antje Weisgerber (Vittoria), Hans Peter Thielen (Nespoli), Peter Brogle (Diomede), Karl Ludwig Lindt (Der Färber Sperone), Karl-Georg Saebisch (Don Luca), Anne Kersten (Mafalda, Vittorias Schwägerin), Konrad Georg (Rettichkopf), Karin Heym (Perlhühnchen, Prostituierte)

## Sekundärliteratur
- Christine Bourbeck: Schöpfung und Menschenbild in deutscher Dichtung um 1940. Hausmann. Peters. Bergengruen (= Religion und Dichtung. 1, ZDB-ID 846515-0). Christlicher Zeitschriftenverlag, Berlin-Dahlem 1947, S. 122–124, (Zugleich: Leipzig, Universität, Dissertation, 1946; Manuskript im März 1945 abgeschlossen).
- Peter Baumann: Die Romane Werner Bergengruens. Wohlen 1954, (Zürich, Universität, Dissertation, 1954).
- Hans Bänziger: Werner Bergengruen. Weg und Werk. 4., veränderte Auflage. Francke, Bern u. a. 1983, ISBN 3-7720-1710-X, S. 75–80.
- Friedrich Denk: Regimekritische Literatur im Dritten Reich. Eine Problemskizze. In: Frank-Lothar Kroll (Hrsg.): Wort und Dichtung als Zufluchtsstätte in schwerer Zeit. Gebr. Mann, Berlin 1996, ISBN 3-7861-1816-7, S. 11–33.
- Annette Schmollinger: „Intra muros et extra“. Deutsche Literatur im Exil und in der inneren Emigration. Ein exemplarischer Vergleich (= Beiträge zur neueren Literaturgeschichte. Folge 3, Bd. 161). Winter, Heidelberg 1999, ISBN 3-8253-0954-1 (Zugleich: Heidelberg, Universität, Dissertation, 1998).
- Paul Riegel, Wolfgang van Rinsum: Drittes Reich und Exil 1933–1945 (= Deutsche Literaturgeschichte. Bd. 10 = dtv. 3350). Deutscher Taschenbuch-Verlag, München 2004, ISBN 3-423-03350-9, S. 116–122.
- C. Grawe: Die Sprache von B.s ‚Der Großtyrann und das Gericht‘. In: C. G.: Sprache im Prosawerk. 1987, 25–37.
- B. v. Wiese: Gegen den Hitler in uns selbst. Über W. B. ‚Der Großtyrann und das Gericht‘ (1935), in: Romane von gestern – heute gelesen, Bd. 3, Hg. M. Reich-Ranicki, 1990, 61–68.